# Francisco Javier de Lizana y Beaumont
Francisco Javier de Lizana y Beaumont (Arnedo, 13 dicembre 1749 – Città del Messico, 6 marzo 1815) fu arcivescovo di Città del Messico e, dal 19 luglio 1809 all'8 maggio 1810, viceré della Nuova Spagna.

## Carriera ecclesiastica
Lizana fece i suoi studi religiosi a Calatayud e Saragozza, dove nel 1771 ricevette il dottorato in utroque iure. Nel 1772 fu professore all'Università di Alcalá de Henares. Il 18 dicembre 1795 fu nominato vescovo in partibus di Thaumacus. Fu consacrato vescovo il 21 febbraio 1796. L'11 agosto 1800 divenne vescovo di Teruel. Il 24 maggio 1802 fu promosso arcivescovo di Città del Messico, dove giunse nel gennaio del 1803.
La sua amministrazione ecclesiastica fu caratterizzata da opere in ambito sociale, che svolse con onore e diligenza. Ampliò ed arredò l'ospedale di San Lázaro, e fondò l'Hospicio de Pobres (casa dei poveri) e la Casa de Niños Expósitos (casa per trovatelli). Nell'Università istituì la cattedra di disciplina ecclesiastica.

## Carriera politica
Fu tra coloro che chiesero al maresciallo Pedro de Garibay di assumere la posizione di viceré dopo il colpo di Stato che depose José de Iturrigaray. Garibay lo fece, ma quando la junta di Aranjuez seppe della sua età avanzata e del fatto che era un burattino dei ricchi mercanti e dell'Audiencia, fu nominato Lizana per rimpiazzarlo ad interim (febbraio 1809). L'arcivescovo fu scelto perché la junta sapeva che i cattolici non sostenevano Napoleone dopo l'incarcerazione di papa Pio VII nel 1809. Lizana nominò il cugino, l'inquisitore Juan Sáenz de Alfaro, per gestire i suoi compiti ecclesiastici, dato che Lizana doveva concentrarsi sui doveri politici. Sáenz de Alfaro fu una scelta popolare.
Formò nuove unità di milizia, ed importò armi dalla Gran Bretagna. Confiscò le proprietà in Nuova Spagna del marchese di Branciforte e del duca di Terranova, nobili in Spagna che avevano giurato fedeltà a re Giuseppe I (Giuseppe Bonaparte). Ottenne un prestito di 3 milioni di pesos in oro sulla proprietà. Da questa ed altre fonti, Lizana riuscì a recuperare 9 milioni di pesos da mandare in Spagna. Come personale contributo alla guerra in madre patria, accettò di lavorare senza salario.
Come Garibay incontrò l'opposizione del partito indipendentista. La Nuova Spagna era stata trasformata dagli eventi della madre patria. Cominciarono a girare opuscoli politici anonimi e satira clandestina. Giunte politiche furono istituite per la ricerca dell'indipendenza. L'Audiencia era sotto pressione per la sua partecipazione al colpo di Stato che aveva spodestato Iturrigaray. Questa fu la causa dell'abbandono definitivo delle vie legali per i cambiamenti politici. L'unico modo rimasto era l'azione diretta. Il viceré fu informato di questi eventi, ma non prese contromisure. Per questo motivo gli spagnoli dell'Audiencia lo accusarono di parteggiare per i creoli.
Fu scoperta a Valladolid (Morelia, Michoacán) una cospirazione indipendentista. Il movimento era guidato dal tenente José Mariano Michelena e da padre Vicente de Santa María. Entrambi furono arrestati e Lizana ne ordinò il trasferimento a Città del Messico per poter parlare loro. I cospiratori proposerò al viceré (come poi narrato da Michelena) di formare una junta per il governo della Nuova Spagna nel nome di re Ferdinando VII. Lizana non trovò intenzioni criminali nei cospiratori e ordinò di liberarli, suscitando le proteste del partito a favore della Spagna.

## Dopo la rinuncia al vicariato
A causa di questo ed altri fallimenti e anche a causa dell'età avanzata, la reggenza di Aranjuez rimosse l'arcivescovo dal compito di viceré. Ordinarono all'Audiencia di occuparne il posto in attesa del successivo viceré, Francisco Javier Venegas. Lizana continuò a fare l'arcivescovo. Gli fu assegnata la Croce di Carlo III. Morì nel 1815 a Città del Messico.

## Genealogia episcopale e successione apostolica
La genealogia episcopale è:
- Cardinale Scipione Rebiba
- Cardinale Giulio Antonio Santori
- Cardinale Girolamo Bernerio, O.P.
- Arcivescovo Galeazzo Sanvitale
- Cardinale Ludovico Ludovisi
- Cardinale Luigi Caetani
- Cardinale Ulderico Carpegna
- Cardinale Paluzzo Paluzzi Altieri degli Albertoni
- Papa Benedetto XIII
- Papa Benedetto XIV
- Cardinale Enrico Enriquez
- Arcivescovo Manuel Quintano Bonifaz
- Cardinale Francisco Antonio de Lorenzana y Butrón
- Arcivescovo Francisco Javier de Lizana y Beaumont

La successione apostolica è:
- Vescovo Juan Antonio Pérez Hernández de Larrea (1802)
- Arcivescovo Benito María de Moxó y Francolí, O.S.B. (1804)
- Arcivescovo Francisco Ramón Valentín de Casaús y Torres, O.P. (1807)